# Schronisko turystyczne na Soszowie Wielkim
Schronisko turystyczne na Soszowie Wielkim – górskie schronisko turystyczne w Beskidzie Śląskim, położone na Soszowie Wielkim, na wysokości 792 m n.p.m.

## Historia

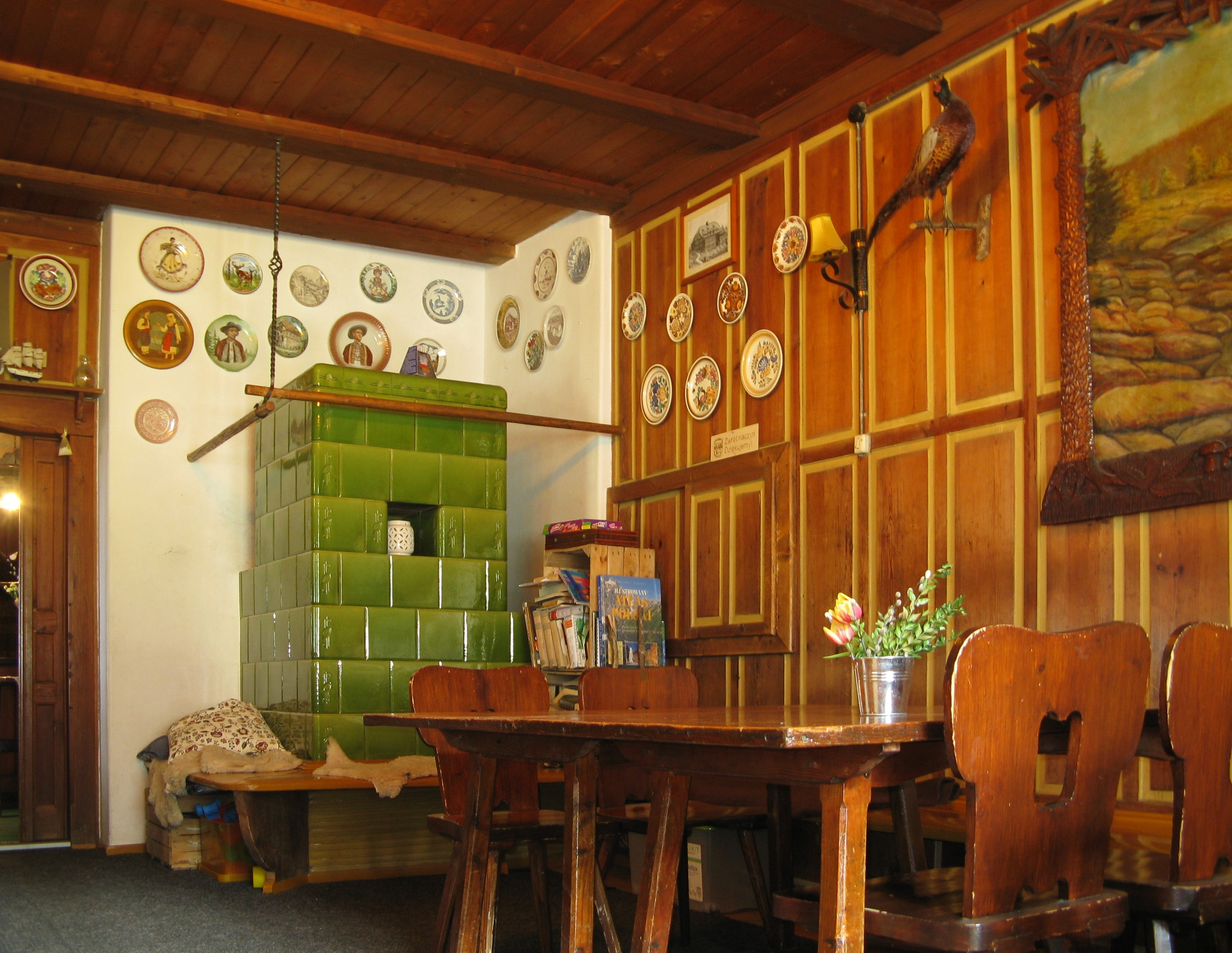
Wnętrze (2018)

Schronisko na 40 miejsc noclegowych zostało otwarte przez Pawła Poloka w 1932. Następnie prowadziła je jego córka Anna wraz z mężem Janem Gajdzicą. Na początku II wojny światowej Gajdzicę wywieziono na roboty przymusowe, z których powrócił w 1941. W tym czasie Niemcy wymusili na jego żonie dzierżawę obiektu na rzecz Beskidenverein. Po wojnie schronisko znacznie rozbudowano, a w 10 marca 1946 utworzono w nim pierwszą stację turystyczną cieszyńskiego oddziału Polskiego Towarzystwa Tatrzańskiego. W 1979 r. schronisko kupili Maria i Paweł Murzynowie.

## Warunki pobytu
Schronisko dysponuje 33 miejscami noclegowymi w pokojach 2–6 osobowych. W pobliżu znajdują się wyciągi narciarskie, nartostrada oraz węzeł szlaków turystycznych prowadzących w kierunku Czantorii Wielkiej i Stożka oraz m.in. do Wisły Jawornik.